# Nikolaj Glubkovskij

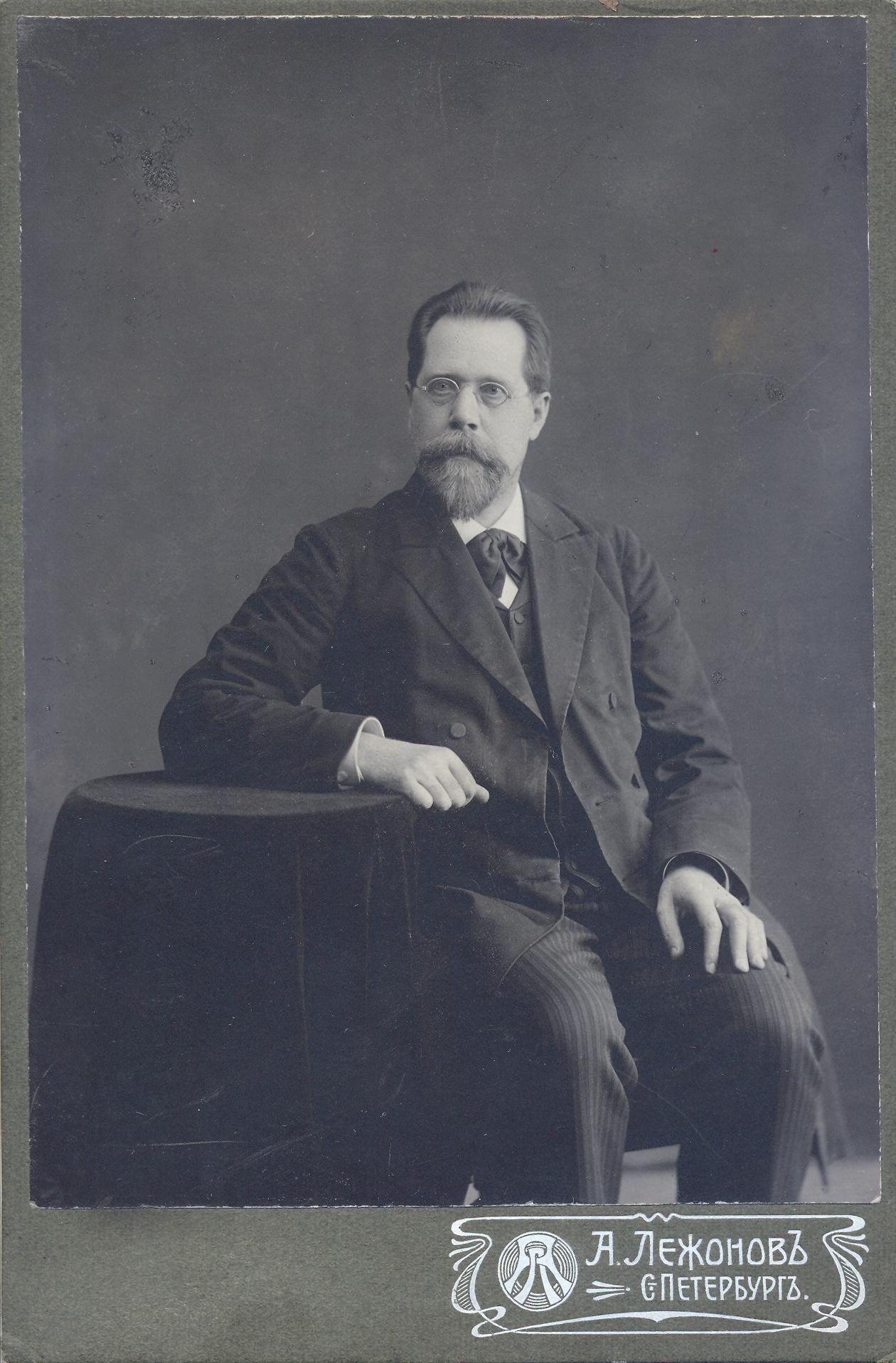
Nikolaj Glubkovskij, 1910.

Nikolaj Nikanorovitj Glubkovskij, född 1863, död 1937, var en rysk teolog.
Glubokovskij var professor i exegetik i Sankt Petersburg, blev 1917 landsflyktig och 1923 professor i Sofia. 1918 höll han Olaus Petri-föreläsningar i Uppsala och var en av bulgariska kyrkans delegater vid ekumeniska mötet i Stockholm 1925. Bland Glubkovskijs skrifter märks en biografi över Theodoretos av Syrien och flera arbeten om Paulus.